# Laupen
Laupen är en ort och kommun i distriktet Bern-Mittelland i kantonen Bern, Schweiz. Kommunen har 3 281 invånare (2023).